# Esḩāqvand-e Soflá
Esḩāqvand-e Soflá (persiska: اسحقوند سفلی, ‘Īsá Khān-e Soflá) är en ort i Iran.   Den ligger i provinsen Kermanshah, i den västra delen av landet, 400 km väster om huvudstaden Teheran. Esḩāqvand-e Soflá ligger 1 433 meter över havet och antalet invånare är 148.
Terrängen runt Esḩāqvand-e Soflá är huvudsakligen kuperad, men åt sydost är den platt.Runt Esḩāqvand-e Soflá är det ganska tätbefolkat, med 207 invånare per kvadratkilometer. Närmaste större samhälle är Harsīn, 14,1 km öster om Esḩāqvand-e Soflá. Omgivningarna runt Esḩāqvand-e Soflá är i huvudsak ett öppet busklandskap.